# 小行星6218
小行星6218（英語：6218 Mizushima）是一颗围绕太阳公转的小行星。1977年3月12日，香西洋树、古川麒一郎在木曾町发现了此天体。
这颗小行星的绝对星等为163.4959571742677等。